# Sandalodini
Sandalodini è una tribù di ragni appartenente alla Sottofamiglia Plexippinae della Famiglia Salticidae dell'Ordine Araneae della Classe Arachnida.

## Distribuzione
I tre generi oggi noti di questa tribù sono diffuse in Australia, Nuova Guinea e Celebes.

## Tassonomia
A dicembre 2010, gli aracnologi riconoscono tre generi appartenenti a questa tribù:
- Mopsolodes Zabka, 1991 — Australia (1 specie)
- Mopsus Karsch, 1878 — Australia, Nuova Guinea (1 specie)
- Sandalodes Keyserling, 1883 —  Australia, Nuova Guinea, Celebes(9 specie)